# Jaakko Hintikka
Kaarlo Jaakko Juhani Hintikka, född 12 januari 1929 i Helsinge, död 12 augusti 2015 i Borgå, var en finländsk filosof.
Hintikka blev filosofie doktor 1956. Han var 1959–1970 professor i praktisk filosofi vid Helsingfors universitet och 1970–1981 forskarprofessor vid Finlands Akademi. Han innehade professurer vid Stanford University (1965–1982), Florida State University (1978–1990) och Boston University (från 1990).
Hintikkas forskning omfattade bland annat logik, kunskapsteori och filosofins historia samt på senare år även kvantteorins filosofi. Han var ett av de stora namnen inom den forskningsriktning som kallas filosofisk logik, och profilerade sig även som huvudredaktör för den ledande internationella filosofiska tidskriften Synthese. Han har som lärare haft stort inflytande på den finländska filosofins utveckling.
Hintikka var en mycket produktiv författare; bland annat märks Knowledge and Belief (1962), Time and Necessity (1973) och The Principles of Mathematics Revisited (1996). På finska utgav han Tieto on valtaa (1969), en samling idéhistoriska studier, den språkfilosofiska betraktelsen Kieli ja mieli (1982), med mera.